# Broadway Melody of 1938
Broadway Melody of 1938 é um filme musical estadunidense de 1937, do gênero musical, dirigido por Roy Del Ruth.
O filme teve uma sequência: Broadway Melody of 1940. Foi precedido por The Broadway Melody e Broadway Melody of 1936. Uma quarta sequência foi planejada em 1943 com Eleanor Powell e Gene Kelly, mas o projeto acabou sendo abandonado, e uma cena de dança que a atriz já havia rodado foram reaproveitadas no filme Thousands Cheer.[carece de fontes?]

## Sinopse
A jovem treinadora de cavalos Sally, fica amiga de Sonny e Peter que foram contratados para cuidar de um cavalo que havia sido da família dela. Preocupada com o bem-estar do animal ela embarca no trem para Nova Iorque junto com os cuidadores do cavalo. No caminho ela conhece o talentoso agente da Broadway Steve que fica impressionado com seu talento para canto e dança.[carece de fontes?]

## Elenco
- Robert Taylor.... Stephan 'Steve' Raleigh
- Eleanor Powell.... Sally Lee
- George Murphy.... Sonny Ledford
- Binnie Barnes.... Caroline Whipple
- Judy Garland.... Betty Clayton